# Linda Keough
Linda Keough-Staines, angleška atletinja, * 28. december 1963, London, Anglija, Združeno kraljestvo.
Nastopila je na olimpijskih igrah leta 1988, ko je osvojila šesto mesto v štafeti 4x400 m in se uvrstila v četrtfinale teka na 400 m. Na svetovnih prvenstvih je osvojila bronasto medaljo v štafeti 4x400 m leta 1993, kot tudi na evropskih prvenstvih leta 1990, na igrah Skupnosti narodov pa dve zlati in srebrno medaljo v štafeti 4x400 m ter srebrno medaljo v teku na 400 m.